# National Union of Mineworkers (Südafrika)
Die National Union of Mineworkers (NUM) ist eine südafrikanische Bergarbeitergewerkschaft. Sie wurde 1982 gegründet, hat etwa 300.000 Mitglieder und steht traditionell dem ANC nahe. Vorsitzender ist seit 2000 Senzeni Zokwana. Nelson Mandela war Ehrenvorsitzender auf Lebenszeit. Die NUM ist Mitglied des Gewerkschaftsdachverbandes COSATU.

## Geschichte

### Bergarbeiterstreik 2007
Am 4. Dezember 2007 rief die NUM zu einem Proteststreik gegen die gefährlichen Arbeitsbedingungen in den südafrikanischen Bergwerken auf. Auslöser war die hohe Zahl tödlicher Unfälle in den Jahren 2006 und 2007.

### Bergarbeiterstreik 2012
Die NUM ist eine der beiden Parteien, durch deren Konflikt der südafrikanische Bergarbeiterstreik blutig eskalierte. Da sich viele Bergleute durch die NUM wegen deren Regierungsnähe nicht richtig vertreten fühlten, gründete sich 1998 die Association of Mineworkers and Construction Union (AMCU), die aggressiv Mitglieder rekrutierte.
Am 10. August 2012 begann die AMCU einen wilden Streik und forderte für die Bohrhauer des Bergwerks Marikana eine Lohnerhöhung von 4.000 Rand auf 12.500 Rand. Die NUM hält diese Forderung für überzogen, da die Bohrhauer prinzipiell die ungebildetsten Bergarbeiter seien und die einfachste, wenn auch schwerste Arbeit verrichten. Außerdem existiert ein Tarifabschluss der NUM mit der Bergwerksgesellschaft Lonmin von 2011. Auslöser war eine Lohnerhöhung von 4000 auf 9500 Rand bei Impala Platinum, die die AMCU mit einem siebzehnwöchigen Streik erzwungen hatte.
Deshalb wechselten viele Bergleute von der NUM zur rivalisierenden AMCU, die eine aggressivere und teilweise auch gewalttätige Politik betreibt.
In der Folge eskalierte der Konflikt zwischen beiden Gewerkschaften bis hin zu blutigen Zusammenstößen mit der Polizei. Insgesamt kamen über 40 Menschen ums Leben, die meisten davon durch Polizeischüsse. Zwei Polizisten und zwei Wachmänner starben ebenfalls.

## Struktur
Die landesweit agierende NUM setzt sich aus elf Lokalregionen zusammen und hat ihre landesweite Vertretung in Johannesburg, der Hauptstadt der Provinz Gauteng. Der föderale Dachverband wurde 1985 gegründet, die elf Regionen sind weitgehend unabhängig voneinander organisiert. In jeder Region findet sich eine Vielzahl von Büros und Mitarbeitern, die den Mitgliedern als Anlaufstelle dienen sollen, diese haben ihre Niederlassungen wie folgt:
- Carletonville
- Eastern Cape
- Free State
- Highveld
- Kwazulu-Natal
- Kimberley
- Matlosana
- North-East
- Pretoria-Witwatersrand-Vereeniging (Gauteng City Region)
- Rustenburg
- Western Cape

Außerdem unterhält die NUM an jedem Schacht Vertreterbüros. Die sogenannten Shaft Stewards (Schacht-Betreuer) sind Vertrauensmänner, die sich ausschließlich aus aktiven Mitgliedern der NUM am jeweiligen Schacht oder Arbeitsabschnitt rekrutieren. Ergänzend sei hier hinzugefügt, dass sich ein Bergwerk in Südafrika oft aus mehreren einzelnen Schächten zusammensetzt, die über weite Gebiete verstreut liegen können. Wenn sich auf einem Schacht nur eine Person findet, die dieses Amt übernehmen möchte, so wird diese automatisch ernannt. Bei Mehrfachnominierungen wird der Vertrauensmann mit einfacher Mehrheit gewählt.
Weiterhin existieren „Arbeitsplatz-Komitees“ für Bildung, Gesundheit, Sicherheit und Frauen. Auf jedem Bergwerk müssen sich die Komitees entsprechend der Satzung der NUM zusammenfinden, wenn in einer Organisationseinheit mehr als 50 registrierte Mitglieder arbeiten. Das Komitee setzt sich aus den Schachtbetreuern zusammen und muss sich mindestens einmal wöchentlich zusammenfinden.
Die Schachtbetreuer und Arbeitsplatz-Komitees werden für jeweils drei Jahre gewählt. Die gewählten Vertrauenspersonen können ihr Amt für maximal drei Jahre, aber mindestens bis zur nächsten Wahl, ausüben.

## Tätigkeiten
Neben den Tarifverhandlungen übernimmt die NUM eine Reihe weiterer bedeutender Aufgaben. So sind deren Vertreter auf den Gruben erste Ansprechpartner, wenn es um die Arbeitssicherheit und die gesundheitlichen Rahmenbedingungen für Arbeiter und Angestellte geht. Dies ist in der Existenz der Arbeitsplatz-Komitees begründet. Diese Tätigkeiten, vor allem jene der Arbeitssicherheit, gehen teilweise so weit, dass der Gewerkschaftsbeauftragte vor Ort die Arbeit bei unbefriedigenden Sicherheitsmaßnahmen einstellen lassen kann. Auch kann der gewerkschaftliche Vertreter Angestellten von Fremdfirmen den Zutritt zum Abbauort verweigern, wenn er den Eindruck hat, dass diese nicht ausreichend betreffend der Arbeitssicherheit unterwiesen wurde. In der Regel werden bei Sicherheitsbedenken die jeweiligen Vorarbeiter (Steiger) und Abschnittsleiter konsultiert und gemeinsam über eine gemeinsame weitere Vorgehensweise entschieden. Aufgrund von negativer Presse hat das Bergbauunternehmen Anglo American im Laufe der letzten Jahre die Shaft Stewards mit immer weitreichenderen Kompetenzen versehen, so dass es besonders auf deren Bergwerken immer wieder zu sogenannten Mine banishments, einer Zutrittssperre für Servicetechniker aus Sicherheitsbedenken, kommen kann. In der Regel folgt für diese Personen eine mehrtägige Sicherheitsunterweisung, danach ist ein Zutritt wieder möglich.